# Tamla Celeber
Tamla Celeber, född 7 maj 2007 i Sverige, är en svensk varmblodig travhäst. Hon tränades av Roger Walmann och kördes av Örjan Kihlström.
Tamla Celeber tävlade åren 2010–2014 och sprang in 8,3 miljoner kronor på 44 starter varav 23 segrar. Bland hennes främsta meriter räknas segrarna i långa E3 (2010), korta E3 (2010), Svenskt Trav-Oaks (2010), Drottning Silvias Pokal (2011), Stochampionatet (2011), Grosser Preis von Deutschland (2011), Lovely Godivas Lopp (2012), Europeiskt championat för ston (2012) och Breeders Crown Open Mare Trot (2012). Hon utsågs till "Årets Sto" (2011) vid Hästgalan.
Hon tillhör den skara om sju hästar (Mascate Match 2019, Tamla Celeber 2010, Needles'n Pins 2004, Giant Diablo 2003, Rae Boko 2002, Monkey Ride 1999, Montana Chill 1998) som vunnit finalerna i både långa E3 och korta E3 i klassen för ston.
Efter tävlingskarriären har hon varit avelssto. Den 19 maj 2015 fick hon sin första avkomma Forfantone Am (efter Muscle Hill).